# Stjärnorna på slottet
Stjärnorna på slottet är en i Sveriges Television sedan urpremiären nyårsdagen 2006 stor medial uppmärksammad Kristallen-vinnande och med höga tittarsiffror svensk och sedan säsong 2 årligen, antingen under jul- och nyårshelgen och/eller i januari, återkommande TV-sänd realityserie inspelad på olika svenska slott.

## Om programmet
Programmet som 2008 vann Kristallen-priset i kategorin Årets underhållningsprogram går ut på att fem svenska kända personer under lika många dygn bor tillsammans på ett svenskt slott (säsongerna 2006 och 2007/2008 Trolleholms slott i Skåne, säsongen 2008/2009 Häckeberga slott i Skåne, säsongerna 2009/2010 samt 2010/2011 Thorskogs slott i Bohuslän, säsongen 2011/2012 Görvälns slott i Uppland, säsongerna 2012/2013, 2013/2014 samt 2022–2024/2025 Bäckaskogs slott i Skåne, säsongen 2014/2015 Bjärsjölagårds slott i Skåne, säsongerna 2015/2016–2017 Ericsbergs slott i Södermanland, säsongerna 2017/2018–2018/2019 Teleborgs slott i Småland och 2019/2020–2021 Lejondals slott i Uppland). Det slott som figurerat i flest säsonger är Bäckaskogs slott vilket innehar rekordet med hela sju säsonger.
Var och en av deltagarna är huvudperson under varsin dag och bestämmer då vad de fem ska hitta på samt äta tillsammans. De andra deltagarna får ställa frågor och veta allt om vederbörandes liv vilket denne berättar om under de gemensamma måltiderna (frukost, lunch och middag) vilka ses som dagens viktigaste punkt och som allihop, på beställning av huvudpersonen, lagas och serveras av chefskocken  (säsong 1-10 Ulf Wagner, säsong 11 Danyel Couet, säsonng 12 Edin Dzemat, säsong 13-17 Tareq Taylor, säsong 18-19 Frida Ronge, samt i säsong 20 Elisabeth Johansson).
Den sjunde säsongen hade i snitt 2 070 000 tittare.

## Säsongsinformation
Pilot
Före den första TV-sända säsongen spelades, på Trolleholms slott, en pilot in med Peter Harryson, Lasse Lönndahl, Christina Schollin, Sven Lindberg, Brita Borg, Mona Seilitz och Hans Josefsson som sedan aldrig kom att sändas. Ulf Wagner stod för maten.

Utebliven säsong
Värt att notera är att det, av okänd anledning, ej sändes någon säsong i slutet av 2006 och/eller början av 2007 vilket gjorde att det gick ungefär två år mellan säsong 1 och 2 vilket är enda gången det gått mer än ett år mellan två säsonger.
| - Maud Adams - Börje Ahlstedt - Peter Harryson - Mona Malm - Sven-Bertil Taube |

| - Britt Ekland - Magnus Härenstam - Jan Malmsjö - Arja Saijonmaa - Peter Stormare |

| - Janne "Loffe" Carlsson - Kjerstin Dellert - Jonas Gardell - Staffan Scheja - Christina Schollin |

| - Kjell Bergqvist - Tommy Körberg - Siw Malmkvist - Björn Ranelid - Meg Westergren |

| - Ulf Brunnberg - Monica Dominique - Dan Ekborg - Marie Göranzon - Niklas Strömstedt |

| - Kim Anderzon - Louise Hoffsten - Christer Lindarw - Johan Rabaeus - Johan Rheborg |

| - Ewa Fröling - Robert Gustafsson - Claes Malmberg - Barbro "Lill-Babs" Svensson - Philip Zandén |

| - Leif Andrée - Malena Ernman - Maria Lundqvist - Claes Månsson - Lasse Åberg |

| - Harriet Andersson - Helena Bergström - Özz Nûjen - Örjan Ramberg - Rikard Wolff |

| - Morgan Alling - Marika Lagercrantz - Amanda Ooms - Stefan Sauk - Claire Wikholm |

| - Lia Boysen - Johannes Brost - Gunnel Fred - Sofia Ledarp - Magnus Uggla |

| - Ann-Louise Hanson - Peter Jöback - Regina Lund - Marianne Mörck - Bosse Parnevik |

| - Kajsa Ernst - Alexander Karim - Camilla Läckberg - Sven Melander - Lena Söderblom |

| - Julia Dufvenius Wollter - Björn Kjellman - Dragomir Mrsic - Måns Möller - Pernilla Wahlgren |

| - Ernst Billgren - Shima Niavarani - Charlotte Perrelli - Ola Rapace - Kjell Wilhelmsen |

| - Per Andersson - Marika Carlsson - Carola Häggkvist - David Lagercrantz - Grynet Molvig |

| - Carolina Gynning - Lars Lerin - Pia Johansson - Jon Henrik Fjällgren - Anja Lundqvist |

| - Sanna Nielsen - Mark Levengood - Pernilla Wiberg - Marcus Samuelsson - Caroline af Ugglas |

| - Tareq Taylor - Christine Meltzer - Janne Schaffer - Tomas Brolin - Maria Montazami |

| - Johan Hedenberg - Lasse Kronér - Lotta Engberg - Martin "E-type" Eriksson - Sarah Sjöström |

## Inspelningsslott
Som inspelningsplats har totalt nio slott använts sedan starten 2006 och tre (Bjärsjölagårds slott,  Görvälns slott, Häckeberga slott) av dem har förekommit i endast en säsong vardera medan fem (Ericsbergs slott, Lejondals slott, Teleborgs slott, Thorskogs slott, Trolleholms slott) har förekommit i två säsonger per slott och ett (Bäckaskogs slott) har figurerat i hela sju säsonger vilket är rekord i sammanhanget.